# Вихмар
Вихмар (њем. Wichmar) општина је у њемачкој савезној држави Тирингија. Једно је од 93 општинска средишта округа Зале-Холцланд. Према процјени из 2010. у општини је живјело 214 становника. Посједује регионалну шифру (AGS) 16074112.

## Географски и демографски подаци
Вихмар се налази у савезној држави Тирингија у округу Зале-Холцланд. Општина се налази на надморској висини од 140 метара. Површина општине износи 5,4 km². У самом мјесту је, према процјени из 2010. године, живјело 214 становника. Просјечна густина становништва износи 40 становника/km².